# Kościół Świętych Apostołów Piotra i Pawła w Grudusku
Kościół Świętych Apostołów Piotra i Pawła – rzymskokatolicki kościół parafialny należący do dekanatu ciechanowskiego zachodniego diecezji płockiej.
Jest to neogotycka świątynia wzniesiona w latach 1883–1893 według projektu Antoniego Wójcickiego, podczas I wojny światowej została uszkodzona, następnie została odbudowana w 1928 roku według projektu Brunona Zborowskiego. W ołtarzu głównym jest umieszczony obraz Matki Boskiej z Dzieciątkiem znajdujący się w sukience z blachy srebrnej, ufundowany przez Stefana Krasińskiego, wojskiego ciechanowskiego, jest opatrzony napisem fundacyjnym i herbem Ślepowron (rodu Krasińskich). Przy obrazie są powieszone tabliczki wotywne. W świątyni można również zobaczyć portret Ignacego Kamieńskiego, proboszcza gruduskiego, powstały w 1868 roku i namalowany przez Kalinowskiego, rzeźba przedstawiająca nieznanego świętego powstała zapewne w XVIII wieku oraz rzeźba św. Jana Nepomucena, jak i kielich w stylu barokowym, ozdobiony herbem Krasińskich powstały w XVII wieku, podarowany przez Stefana Krasińskiego.